# Bea Vélez
Beatriz „Bea“ Vélez Ortiz (* 27. März 2004 in Villanueva de los Infantes) ist eine spanische Fußballspielerin. Zumeist wird sie im Angriff eingesetzt.

## Karriere

### Verein
Bea Vélez begann mit acht Jahren in ihrer Schulmannschaft mit dem Fußballsport, nach einer Etappe bei einem Futsalklub gelangte sie im Alter von 13 Jahren zum Frauenfußballverein FF La Solana, aus dem rund 30 km von ihrer Heimatstadt entfernten gleichnamigen Ort. Hier begann sie zunächst für die B-Mannschaft in der Regionalliga von Kastilien-La Mancha zu spielen, ehe sie am 22. Dezember 2018, im Alter von 14 Jahren, in der ersten Mannschaft debütierte, die zu jenem Zeitpunkt in der zweiten Spielklasse vertreten war. In der Saison 2019/20 spielte Bea Vélez mit dem FF La Solana in der Primera Nacional, konnte jedoch in jenem Spieljahr mit ihrer Mannschaft den Aufstieg in die Segunda División erreichen. Im Sommer 2020 unterschrieb sie für Fundación Albacete, wo die damals 16-Jährige zunächst für die B-Mannschaft in der Primera Nacional auflief, ehe sie im Oktober in der ersten Mannschaft debütierte. Mit ihrem Team scheiterte sie als Zweitplatzierte der Gruppe Süd nur knapp am Aufstieg in die erste Spielklasse. Nach einem weiteren Jahr in den Reihen von Albacete wechselte Bea Vélez im Sommer 2022 in die B-Mannschaft von Real Madrid und bestritt mit ihrer Mannschaft die Segunda Federación. Am 19. Mai 2023 feierte sie am letzten Spieltag der spanischen Meisterschaft ihr Debüt für den A-Kader in der Primera División.

### Nationalmannschaft
Bea Vélez bestritt im Februar 2019 mit der spanischen U16-Nationalkmannschaft das UEFA Development Turnier. Im Oktober 2022 wurde sie von Trainerin Sonia Bermúdez in den Kader der U19 einberufen um die erste Runde der Qualifikation zur EM 2023 zu bestreiten. Bea Vélez kam in allen drei Spielen zum Einsatz und erzielte zwei Tore.